# Jharal Yow Yeh

a Compétitions nationales et continentales officielles uniquement.

Jharal Yow Yeh, né le 22 décembre 1989, est un joueur de rugby à XIII australien évoluant au poste d'ailier dans les années 2000. Au cours de sa carrière, il n'a connu qu'un club : les Brisbane Broncos.